# Шоколадова лоза
Шоколадовата лоза (Akebia quinata) е бързорастяща увивна дървесна лиана и ако не се поддържа, може да надрастне и унищожи вече съществуващите растителни видове – цветя, храсти и млади дръвчета. Акебията се развива много бързо и агресивно и спира растежа и поникването на всички растения наоколо.

## Разпространение
Централен Китай, Корея и Япония. Среща се поне в деветнадесет щата в източни САЩ – от Масачузетс до Джорджия, западно от Луизиана, Мисури и Мичиган. Завладяла е също и югозападна Англия. В САЩ е било пренесено през 1845 г. като ориенталско растение, а акебията бързо се аклиматизира към по-топлите атмосферни условия там.

## Описание
Шоколадовата лоза е увивна лозоподобна лиана с тънки зелени стебла, които покафеняват при достигане на зрелост.
Листата са длановидни петури, тоест разделени на пет части, разположени последователно на стеблото. Петурите са дълги и овални, с дължина от три до седем сантиметра, обагрени в пурпурно, по-късно до синкаво-зелен цвят. Цветовете са шоколадово-лилави и ароматни, около три сантиметра в диаметър. Плодовете са лилаво-виолетови, плоски и продълговати, с дължина от пет до десет сантиметра. Вътрешността на плода е мека, с малки черни семчици. Растението е топлолюбиво и в подходящите климатични зони остава вечнозелено. Цветовете и плодовете не са изобилни. Семената обикновено поникват за един до три месеца на температура от 15 С. Акебията достига зрялост за период от пет години.

## Отглеждане
Шоколадовата лоза вирее в сенчести и влажни места. Предпочита леки песъчливи и задължително влажни, дори кални почви. Тя (шоколадовата лоза) може да оцелее дори в киселинна и алкална среда. Въпреки че обича шарена сянка и по-северно изложение, може да вирее и при по-топли условия. Издържа до -20 С и при мека зима е полу или вечнозелена.
Шоколадовата лоза е агресивно и екологично опасно растение. Бързо се приспособява, особено при подходящите климатични условия. Веднъж засадена и адаптирана, акебията доминира над местната флора, като и отнема светлината, минералите, водата и мястото за растеж.

## Приложение в медицината
Плодовете на Шоколадовата лоза са ядливи, със сладникав вкус и се използват за направата на медикаменти против ракови заболявания. Младите и нежни филизи се използват за салати или консерви. Листата на Акебията могат да бъдат заместител на чая. Вътрешността на стеблата се използва в медицината за лечение на пикочния тракт. Събират се късно на есен и се сушат за по-нататъшна употреба. Коренът е антипиретик, тоест може да се използва като температуропонижаващо средство.

## Любопитно
Растението е устойчиво на гъбични организми. Възможно е цветовете да не се опрашат, препоръчва се ръчно опрашване. В северните части на Европа е възможно растението да не даде плодове. Цветовете са със силен ванилов аромат, особено ясно се усеща през нощта.

## Размножаване
Семената се разпространяват от птиците, както и благодарение на човешката дейност. Обикновено поникват за един до три месеца при температура от 15 С. Акебията достига зрялост за период от пет години. Прекаленото разпространение се предотвратява чрез подрязване. Практикува се през периода на нарастване, като Шоколадовата лоза се подрязва до земята и се премахват колкото се може повече от корените. Препоръчително е да се използват и хербициди – Roundup или Garlon.